# William Kiptoo Kirui
William Kiptoo Kirui (* 5. August 1980) ist ein kenianischer Langstreckenläufer.
Bei den Commonwealth Games 2002 in Manchester gewann er Bronze über 5000 m.
Über dieselbe Distanz lief er 2004 bei den japanischen Meisterschaften außer Konkurrenz startend auf dem ersten Platz ein. 2005 siegte er beim Ichinoseki-Halbmarathon.

## Bestzeiten
- 3000 m: 7:46,68 min, 18. Mai 2002, Nairobi
- 5000 m: 13:18,02 min, 31. Juli 2002, Manchester
- 10.000 m: 28:34,75 min, 15. Juni 2005, Kushiro
- Halbmarathon: 1:02:50 min, 25. September 2005, Ichinoseki